# Brandenburgisches Staatsorchester Frankfurt (Oder)

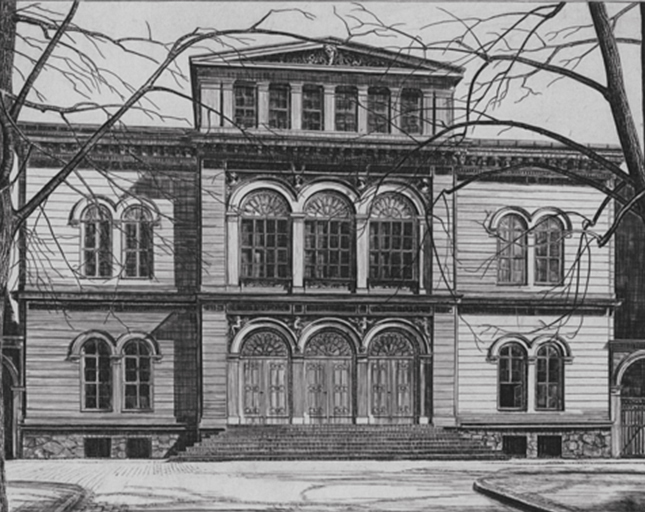
1840–1842 wurde das Stadttheater in Frankfurt a. d. O. nach einem Entwurf Schinkels von Emil Flaminius am Wilhelmsplatz 22 errichtet und am 1. November 1842 mit Lortzings Zar und Zimmermann eröffnet (1945 zerstört).

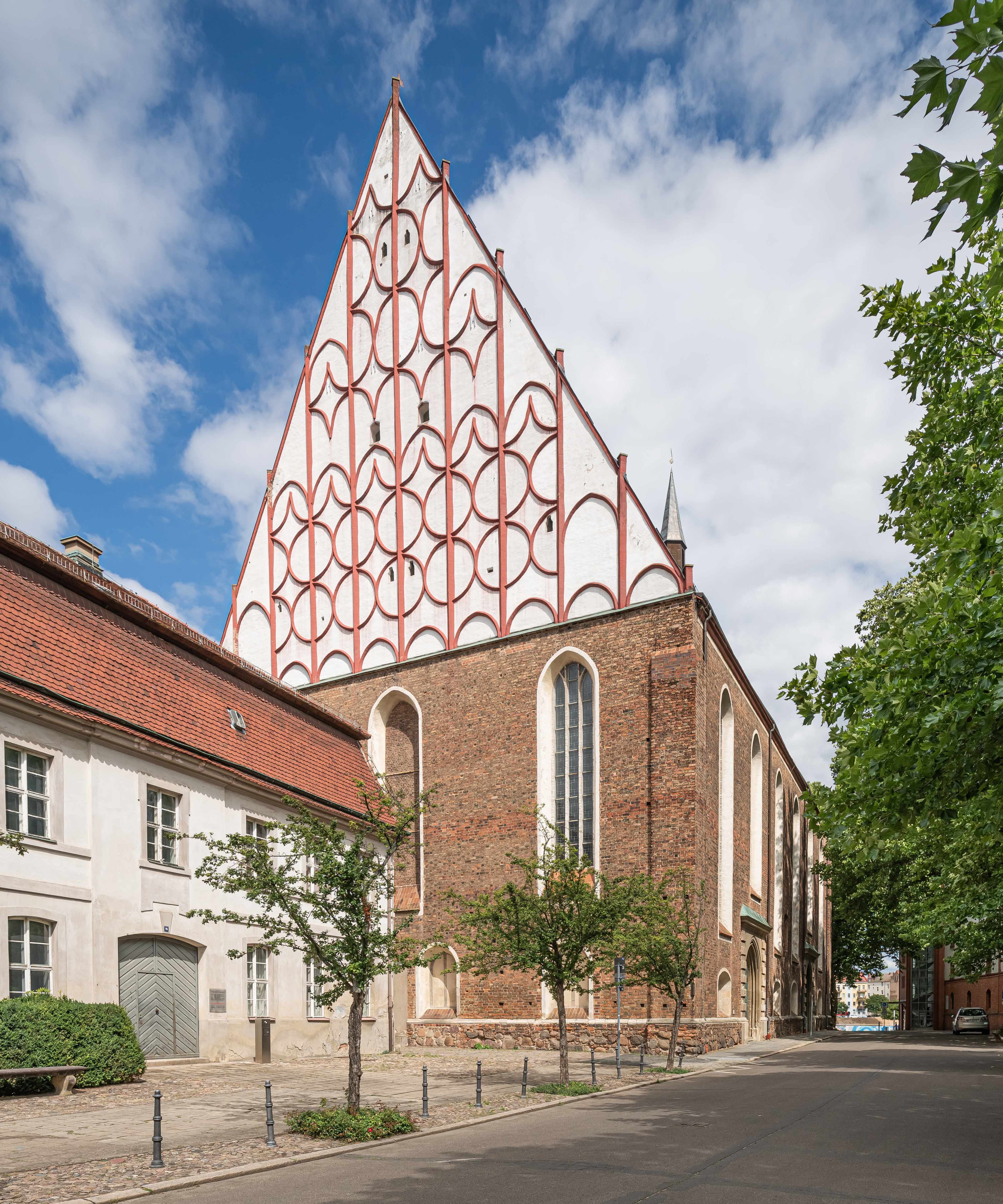
Konzerthalle Carl Philipp Emanuel Bach Frankfurt (Oder)

Das Brandenburgische Staatsorchester Frankfurt, kurz BSOF, ist ein international anerkanntes Sinfonieorchester mit Sitz in Frankfurt (Oder).

## Geschichte
Das Orchester wurde 1842 gegründet, sein erster öffentlicher Auftritt war die Eröffnung des von Karl Friedrich Schinkel neu erbauten Frankfurter Stadttheater mit Albert Lortzings Zar und Zimmermann. 1871 wurde der Philharmonische Verein gegründet. Er veranstaltete jährlich drei Konzerte sowie die chorsinfonischen Konzerte der Singakademie. 1895 löste sich der Verein auf.
Im Zweiten Weltkrieg wurde das Stadttheater zerstört. Das Theaterensemble, zu dem auch wieder ein Orchester gehörte, nahm 1946 den Spielbetrieb in dem von Otto Bartning 1928/29 gebauten Musiklandheim, welches 1952 den Namen Kleist-Theater erhielt, wieder auf.
Aus dem Klangkörper des Kleist-Theaters und dem 1953 gegründeten Frankfurter Kulturorchester entstand 1971 das Philharmonische Orchester Frankfurt (Oder). Im Jahre 1973 nahm das Orchester erstmals beim Choriner Musiksommer teil und gehört seitdem zu den Stammensembles der traditionsreichen Veranstaltungsreihe.
Nach dem Ende der DDR übernahm der griechische Dirigent Nikos Athineos die Leitung des Orchesters und seit 1991 wird das Orchester im Rahmen des Tarifsystems für Kulturorchester als A-Orchester geführt. Erste Auftritte in der Berliner Philharmonie folgten. Ebenso kam es zur Zusammenarbeit mit der staatlichen Philharmonie Poznan. 1993 wurde das Orchester aus dem Kleist-Theater herausgelöst und zu einer selbstständigen Einrichtung der Stadt Frankfurt.
Seit 1994 erfüllt das Orchester mit seinen Auftritten als musikalische Präsentation des Landes Brandenburg in der Kunsthalle in Bonn offiziell die Funktion des musikalischen Botschafters für das Land Brandenburg. Am 7. April 1995 wurde das Orchester zum Staatsorchester Frankfurt ernannt. Mit dem Amtsantritt von Heribert Beissel als Chefdirigent, erfolgte 2001 die Umbenennung in Brandenburgisches Staatsorchester Frankfurt.
Gastspiele führen das Orchester an die großen Konzerthäuser Deutschlands und Tourneen nach Bulgarien, Polen, Litauen, Israel, Russland, Spanien, Frankreich, Niederlande, Belgien, Italien und Japan.
Besondere Ehre kam dem Orchester mit einem Konzert in der päpstlichen Audienzhalle im Vatikan am 10. Dezember 2008 zum 60. Jahrestag der Allgemeinen Erklärung der Menschenrechte zu teil. Bei diesem Konzert stand mit der spanischen Dirigentin Inma Shara zum ersten Mal eine Frau vor einem Papst am Dirigentenpult. Seit dem Sommer 2010 begleitet das Orchester während der Bayreuther Festspiele die jährliche Kinderoper. Neben zahlreichen CD-Einspielungen hat das Brandenburgische Staatsorchester auch mehrere Filmmusiken eingespielt, es ist Mitglied der Europäischen FilmPhilharmonie.
Neben den Konzertreihen in Frankfurt (Oder) – Philharmonische Konzerte, Wiener Klassik – widmete sich das Staatsorchester in der Ära unter GMD Howard Griffiths intensiv dem Bereich der musisch-kulturellen Bildung. Mit Kindern und Jugendlichen aus Frankfurt (Oder) und den benachbarten Landkreisen sowie aus der polnischen Nachbarschaft, insbesondere aus Słubice, wurden in den Jahren 2009 bis 2018 insgesamt neun Bildungsprojekte realisiert und aufgeführt, zunächst die Kantate Liebe, Heimat, Tod? von Artist in Residence Helmut Oehring in Zusammenarbeit mit der Akademie der Künste (Berlin) (Uraufführung 2009), Benjamin Brittens Kinderoper Noahs Flut (2010) und Hans Krásas Kinderoper Brundibár (2011). Um der durch das KZ Theresienstadt geprägten Rezeptionsgeschichte des Brundibár gerecht zu werden, bildete die Regisseurin Bente Kahan einen neuen deutsch-polnischen Kinderchor und studierte mit diesem ein Jiddisch-Song-Programm ein, das unter dem Titel Sing Jiddisch mit mir als Ouvertüre vorgetragen wurde. Als weitere Bildungsprojekte folgten Carmina Burana von Carl Orff (2013), Die Planeten von Gustav Holst (2014), das musikalische Märchen Die Orchestermäuse von Howard Griffiths und Fabian Künzli (2015), ferner das Percussion- und Tanzprojekt Rituale (2016), das Tanzprojekt Bilder einer Ausstellung von Modest Mussorgski (2017) sowie als Abschluss das Text- und Tanzprojekt Große Gefühle (2018) nach William Shakespeare und Sergei Prokofjew. Alle neun Bildungsprojekte wurden mit finanzieller Hilfe der Sparkasse Oder-Spree realisiert, Hauptsponsoren waren die PwC-Stiftung (Projekte 1–3) und die Schweizer Drosos Stiftung (Projekte 4–9).
Die Leitung des Brandenburgischen Staatsorchesters Frankfurt besteht seit dem 1. September 2018 aus dem Intendanten Roland Ott und dem Chefdirigenten sowie Generalmusikdirektor Jörg-Peter Weigle.

## Musikalische Leitung
- 1963–1973 Wolf-Dieter Hauschild
- 1973–1982 Wolfgang Bothe
- 1982–1986 Heinz Struve
- 1986–1989 Andreas Wilhelm
- 1990–2000 Nikos Athineos eng.
- 2001–2007 Heribert Beissel (heute Ehrendirigent)
- 2007–2018 Howard Griffiths
- seit 1. September 2018 Jörg-Peter Weigle
- ab 1. August 2026: Felix Mildenberger[2]

## Aufnahmen
Die Diskografie des Orchesters weist zahlreiche zum Teil prämierte CD-Produktionen bei den deutschen Labels Signum, cpo und Naxos aus. So wurde die CD mit Werken von Boris Blacher 1994 mit dem Diapason d’or ausgezeichnet, und die Produktion Franz Schreker in Berlin, 2000 von dem Berliner Pianisten Horst Göbel produziert, erhielt von Le Monde de la musique den Choc musique.
Das Brandenburgische Staatsorchester hat auch Musik für Computerspiele eingespielt, unter anderem für Anno 1701, Anno 1800 und The Witcher 3. Außerdem spielte Andreas Waldetoft mit dem Orchester Musikstücke der Computerspiele Europa Universalis IV (in der Carl Philipp Emanuel Bach Konzerthalle) und Stellaris ein.

## Sonstiges
Zu Beginn einer neuen Spielsaison gibt es das traditionelle Mitmach-Orchester. Jeder, der ein Instrument spielt, kann sich mit einem Orchestermitglied zusammensetzen und mit dem Brandenburgischen Staatsorchester spielen.